# Les Films du dauphin
Les Films du Dauphin est une société de production française de cinéma fondée par Luc Besson en 1990.

## Historique
En 2004 la société change de nom pour : Gaumont Production.

## Filmographie

### Courts métrages
- 1995 : Des hommes avec des bas de Pascal Chaumeil
- 1997 : I Got a Woman d'Yvan Attal
- 1998 : Robert ce Héros de Serge Thiriet

### Longs métrages
- 1991 : Lune froide de Patrick Bouchitey
- 1992 : Chasse gardée de Jean-Claude Biette
- 1992 : Les Mamies d'Annick Lanoë
- 1993 : L'Enfant lion de Patrick Grandperret
- 1994 : Léon de Luc Besson
- 1995 : Les Truffes de Bernard Nauer
- 1995 : Coup de lune d'Alberto Simone
- 2005 : Palais Royal ! de Valérie Lemercier
- 2005 : L'Empire des loups de Chris Nahon
- 2006 : La Piste d'Éric Valli
- 2007 : Chrysalis de Julien Leclercq
- 2008 : La Guerre des miss de Patrice Leconte
- 2009 : Le Dernier Vol de Karim Dridi
- 2010 : Donnant Donnant d'Isabelle Mergault